# Izotopomer
Izotopomery (izotopické izomery) jsou molekuly – izomery které mají navzájem stejný počet izotopických atomů umístěných v různých polohách. Například CH3CHDCH3 a CH3CH2CH2D tvoří dvojici izotopomerů odvozených od propanu; vždy jeden z atomů vodíku je nahrazen atomem deuteria.